# Курбанов, Сайдо Бобоевич
Сайдо́ Бобо́евич Курба́нов (6 июня 1947, кишлак Калай-Ляби-об, Таджикистан) — советский, таджикский и российский актёр и режиссёр театра и кино. Заслуженный артист Российской Федерации (2004).

## Биография
Сайдо Курбанов родился 6 июня 1947 года в кишлаке Калай-Ляби-об (Таджикистан).
В 1965 году начал работать на киностудии «Таджикфильм».
С 1969 по 1975 год учился на режиссёрском факультете ВГИКа (мастерская И. Таланкина, Е. Дзигана).
В 1991—2004 годы работал актёром и постановщиком в Драматическом театре имени А. С. Пушкина города Магнитогорска.

## Театральные постановки

### Актёр
- «Без вины виноватые» А. Островского — Дудукин
- «Битва» Х. Мюллера — Дудукин
- «Вишнёвый сад» А. Чехова — лакей Яша
- «Гамлет» Шекспира — Полоний
- «Дикарь» Алехандро Касона — профессор Хулио
- «Дядя Ваня» А. Чехова — Серебряков
- «Карьера Челестино» А. Николаи — Джордж
- «Кто боится Вирджинии Вульф?» Э. Олби — Джордж
- «Лестница» Б. Кауфман — управляющий Макхаби
- «Любовные письма» А. Гурнея — Эндрю
- «Ну всё, всё… всё?» Н. Брода — Он
- «Сон в летнюю ночь» В. Шекспира — Тезей
- «Утешитель вдов» Д. Маротта, Б. Рандони — Эдуардо
- «Французский квартал» Т. Уильямса — Фотограф
- «Чайка» А. Чехова — Дорн
- «Человек из Ламанчи» Д. Вассермана, Д. Дэриота — вожак
- «Четыре листа фанеры» Е. Козловского — Шухрат
- «Эти свободные бабочки» Л. Герша — Ральф Остин
- «Яблочная леди» О. Данилова — Эрнандес ля Торре

### Режиссёр
- «Влюблённый заяц» М. Бертенева
- «Мы идём смотреть Чапаева» О. Данилова
- «Невесты» Л. Корсунского
- «Публике смотреть воспрещается» Ж. Марсана
- «Шляпа господина Андерсена» В. Плешака, Е. Пальцева[1].

## Фильмография

### Актёр
1. 1971 — Вперёд, гвардейцы! — Мурад
2. 1972 — Хабиб – повелитель змей — Одноглазый
3. 1976 — Отважный Ширак — Ширак
4. 1977 — Осада — Ажур
5. 1977 — Ты иногда вспоминай — Назаров
6. 1978 — А счастье рядом — Тахир
7. 1980 — Встреча в ущелье смерти — Гул
8. 1982 — Гляди веселей (ТВ) — багдадский вор
9. 1982 — Моя любовь — революция (ТВ)
10. 1982 — Сегодня и всегда — Абдулло-командир
11. 1986 — Дополнительный прибывает на второй путь (ТВ) — капитан Курбанов
12. 1986 — Хромой дервиш — дервиш
13. 1987 — Пока есть время — Ахмет
14. 1989 — Квартира — Юсуф
15. 1990 — Убийца поневоле — Джабаров
16. 1992 — Четыре листа фанеры — Шухрат
17. 1993 — Личная жизнь королевы — придворный
18. 2002 — Спецназ — профессор Фархадов
19. 2003 — Свободная женщина 2 — спутник Марии
20. 2008 — Судьба повелителя — Мирмовсум-ага
21. 2012 — Белый человек — таджик-сосед
22. 2012 — 2014 — А у нас во дворе... — Мансур Максудович
23. 2016 — Вышибала — Бахром Исматов
24. 2017 — Лесник. Своя земля — Забиулла Ахмани
25. 2017 — Скиф — Гончак
26. 2018 — Золотая Орда — хан Хулагу
27. 2021 — Небо — торговец мандаринами

### Режиссёр
1. 1980 — Золотая стрела
2. 1986 — Дополнительный прибывает на второй путь (ТВ, совместно с В. Ахадовым)
3. 1987 — Джура, охотник из Мин-Архара
4. 1988 — Взгляд (совместно с В. Ахадовым)
5. 1989 — Квартира
6. 1992 — Четыре листа фанеры
7. 2007 — Сиделка
8. 2007 — Никогда не забуду тебя
9. 2007 — Лабиринты любви
10. 2008 — Мы странно встретились
11. 2008 — Вопреки здравому смыслу
12. 2008 — Тушите свет
13. 2009 — Генеральская внучка
14. 2009 — Бомжиха 2
15. 2009 — Любовь на сене
16. 2010 — Маршрут милосердия
17. 2011 — Танец нашей любви
18. 2012 — Найдёныш 3

## Награды
- 1999 — приз за лучшую мужскую роль на фестивале «Театральная весна» (г. Челябинск)

## Звания
- 2004 — Заслуженный артист Российской Федерации